# Centrica Energy Trading
Centrica Energy Trading A/S er et globalt energihandelsselskab med hovedsæde i Aalborg. I regnskabsåret 2023 omsatte virksomheden for 22,4 mia. kr. og beskæftigede pr. september 2024 480 medarbejdere.
Selskabet, der blev etableret i 1997, er et datterselskab af Centrica Overseas Holdings Limited, der igen ejes af forsyningsselskabet Centrica, som har hovedsæde i Storbritannien. 
Selskabet drev frem til 2012 forretning i Danmark under navnet Nordjysk El-Handel; fra 2012 til 2019 hed det NEAS Energy A/S.
Den danske virksomhed har afdelinger i Norge, Tjekkiet, Holland og Slovakiet.